# 蘇爾基夫卡
49°41′45″N 27°51′52″E / 49.69583°N 27.86444°E
蘇爾基夫卡（烏克蘭語：Сулківка），是烏克蘭的村落，位於該國西南部文尼察州，由赫梅利尼克區負責管轄，始建於1330年，面積1.8平方公里，海拔高度279米，2001年人口352，人口密度每平方公里195.56人。